# DUO (自動車販売店)
DUO (デュウオ)は、かつてトヨタ自動車系列ディーラーが運営したフォルクスワーゲンの日本での販売網。2000年までは、アウディ車も販売していた。

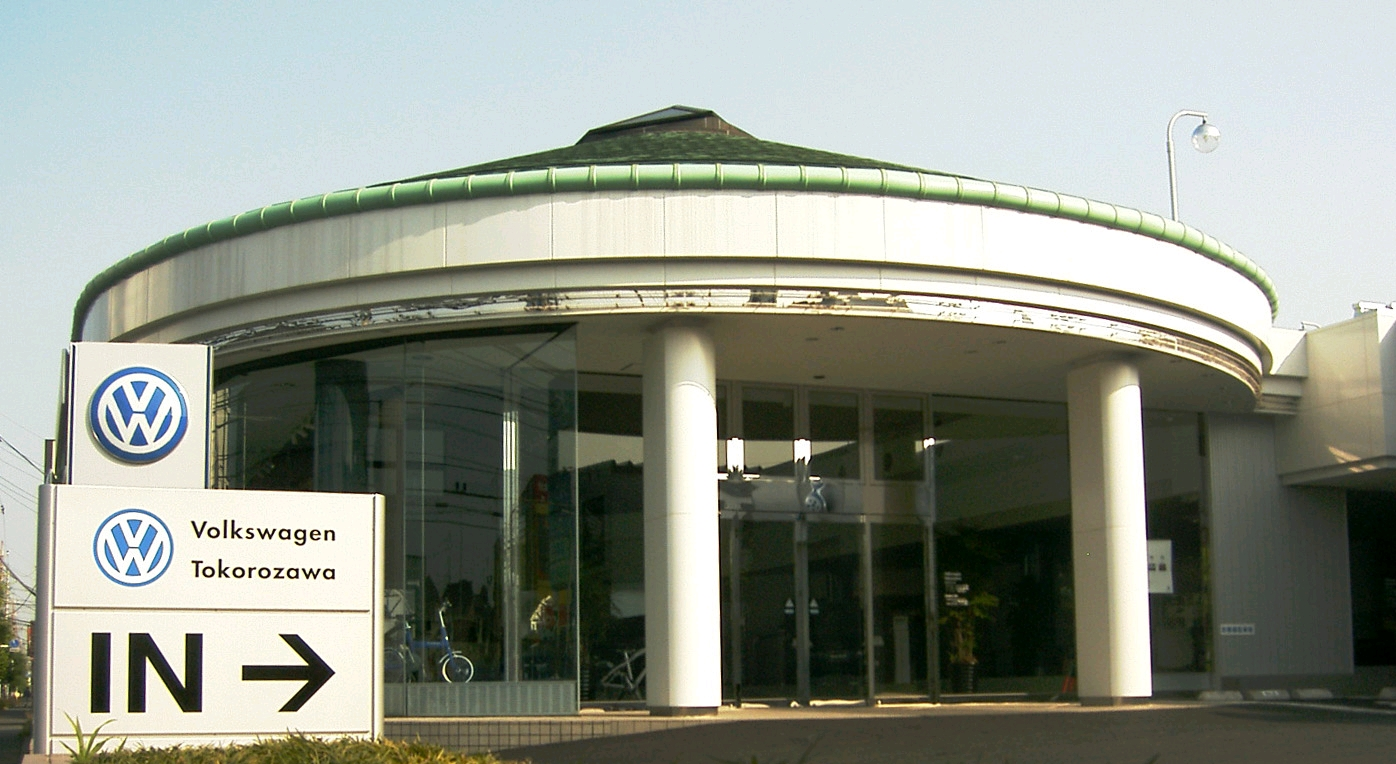
DUO所沢（現・Volkswagen 所沢）2007年撮影

## 概要
1991年に、トヨタ自動車とフォルクスワーゲンがと販売提携を結び、1992年4月、フォルクスワーゲン・アウディを販売する店として開業した。以降、店舗、サテライトサービス拠点数を増加し、2002年時点では143店となっていたが、店舗数も少し減り始め、2009年、トヨタ自動車との販売提携を解消する。これにより2010年をもってDUO販売網が事実上消滅した。DUO店を運営するトヨタ販売会社はVGJと個別に販売契約を結ぶことになり、店舗名称もフォルクスワーゲンに統一され、一部のDUO店は販売提携解消とともに閉店した。

## 年表
- 1991年4月：フォルクスワーゲンAG、トヨタ自動車、フォルクスワーゲン アウディ 日本（当時）の販売提携合意。
- 1992年4月：DUO店1号店を神奈川県[2]、埼玉県[3]、愛知県[4]、三重県[5]などにオープン。
- 1993年9月：DUO安城（愛知県安城市）、DUO一宮（愛知県一宮市）などをオープン。
- 1993年：DUOサテライトサービスが開設される。
- 1996年：VW・アウディ販売店のCIが変更したため、以降新規オープンする店舗は新CIを使用する。
- 1998年1月：DUO箕面（大阪府箕面市）をオープン[6]。
- 1998年：DUO北野坂（兵庫県神戸市）をオープン。VW・アウディ併売時代最後に新規オープンした店舗となった。
- 2001年1月：VW・アウディの専売店舗戦略により、DUO店はフォルクスワーゲン車の専売店となる[7][8]。
- 2002年4月：1号店オープンから10周年を迎える。
- 2009年：最後のDUO店新規オープン店舗となるDUO伊勢崎（群馬県伊勢崎市）がオープン。
- 2009年12月：トヨタ自動車との販売提携を終了。それに伴い2010年末でDUO販売網が消滅し、ほとんどはVGJとの販売契約を締結し、一部は提携解消とともに閉店した。